# Bruce Venture
Garrett Don Couto (bekannt als Bruce Venture) (* 14. November 1985 in Fresno, Kalifornien, Vereinigte Staaten) ist ein US-amerikanischer Pornodarsteller, der für seinen langen Penis bekannt ist.

## Leben
Nach seinem Debüt in der pornografischen Branche im April 2010, bei der Firma Kink, wurde er für seinen leidenschaftlichen und gleichzeitig aggressiven Verführungsstil in der Unterhaltungsindustrie für Pornografie hervorgehoben. Dies führte dazu, dass sich weitere Pornodarsteller zu diesem Stil inspirieren ließen und sich teilweise die westliche Pornobranche umstrukturierte. Schnell unterschrieb Venture Verträge für Firmen wie 21Sextury, Bang Bros, Brazzers, Digital Playground, Evil Angel, Fame Digitals, Hustler Video, Kink.com, Lethal Hardcore, Mega Site Pass, Naughty America, New Sensations, Penthouse, Porn Pros, Premium Pass, Puba, Reality Kings, Vivid Entertainment und weitere.
Einige Male wurde erwähnt, dass der Name Bruce vom Namen seines verstorbenen Hundes abgeleitet wurde und von Bruce Lee, da Venture ein Fan von ihm ist. Venture wurde von seiner ehemaligen Schule abgeleitet, die er als Jugendlicher besuchte.
Seine Fangemeinde besteht – für einen  Pornodarsteller eher ungewöhnlich – vor allem aus Frauen, aber auch aus überwiegend homosexuellen sowie bisexuellen Männern und heterosexuellen Männern, die Venture als Vorbild nehmen. Über Tumblr äußerte er sich auf eine Anfrage, ob er in der homosexuellen Pornoindustrie irgendwann einmal arbeiten will, dass er noch nicht daran gedacht habe und vorläufig unverändert weiter arbeiten möchte.
Im Jahr 2013 war er der Protagonist seines ersten monografischen Films, mit dem Titel Bruce Venture Has a Big Dick.
Er war auf Platz 2 der meistgesuchten männlichen Pornodarsteller auf dem Online-Portal Pornhub im Jahr 2015, hinter James Deen und vor Manuel Ferrara.
2016 wurde der Porno Tension mit Venture und Holly Michaels veröffentlicht. Dieser Porno wurde zur „Sensation“ auf dem Portal Pornhub, denn unter dem einfachen Titel Fucking Hot (Verdammt heiß), konnte das Video seit dem ersten Upload mehr als 120 Millionen Zuschauer für sich gewinnen, dies sei ein Rekord. In den Kommentaren wurde Venture immer wieder von Männern auf seinen aggressiven Verführungsstil idolartig gelobt. In einem Interview beschrieb Venture, dass es einfach [heutiger und üblicher] Geschlechtsverkehr sei, den er praktiziert.

## Auszeichnungen
- 2012: AVN Award – Best Male Newcomer[6]
- 2012: XRCO Award – New Stud[7]
- 2014: AVN Award – Unsung Male Performer of the Year
- 2014: AVN Award – Best Boy / Girl Scene